# Eurytrochus concinnus
Eurytrochus concinnus is een slakkensoort uit de familie van de Trochidae. De wetenschappelijke naam van de soort is voor het eerst geldig gepubliceerd in 1889 door Dunker als Gibbula concinna.